# Acrothamnus suaveolens
Acrothamnus suaveolens là một loài thực vật có hoa trong họ Thạch nam. Loài này được (Hook.f.) Quinn mô tả khoa học đầu tiên năm 2005.